# Talève violacée
Espèce
Statut de conservation UICN

 LC  : Préoccupation mineure
La Talève violacée (Porphyrio martinica ou Porphyrula martinica ou Porphyrio martinicus) est une espèce d'oiseaux aquatiques appartenant à la famille des Rallidae.

## Description
Sa longévité moyenne est de 22 ans.

Cet oiseau vit dans les régions tropicales des Amériques.

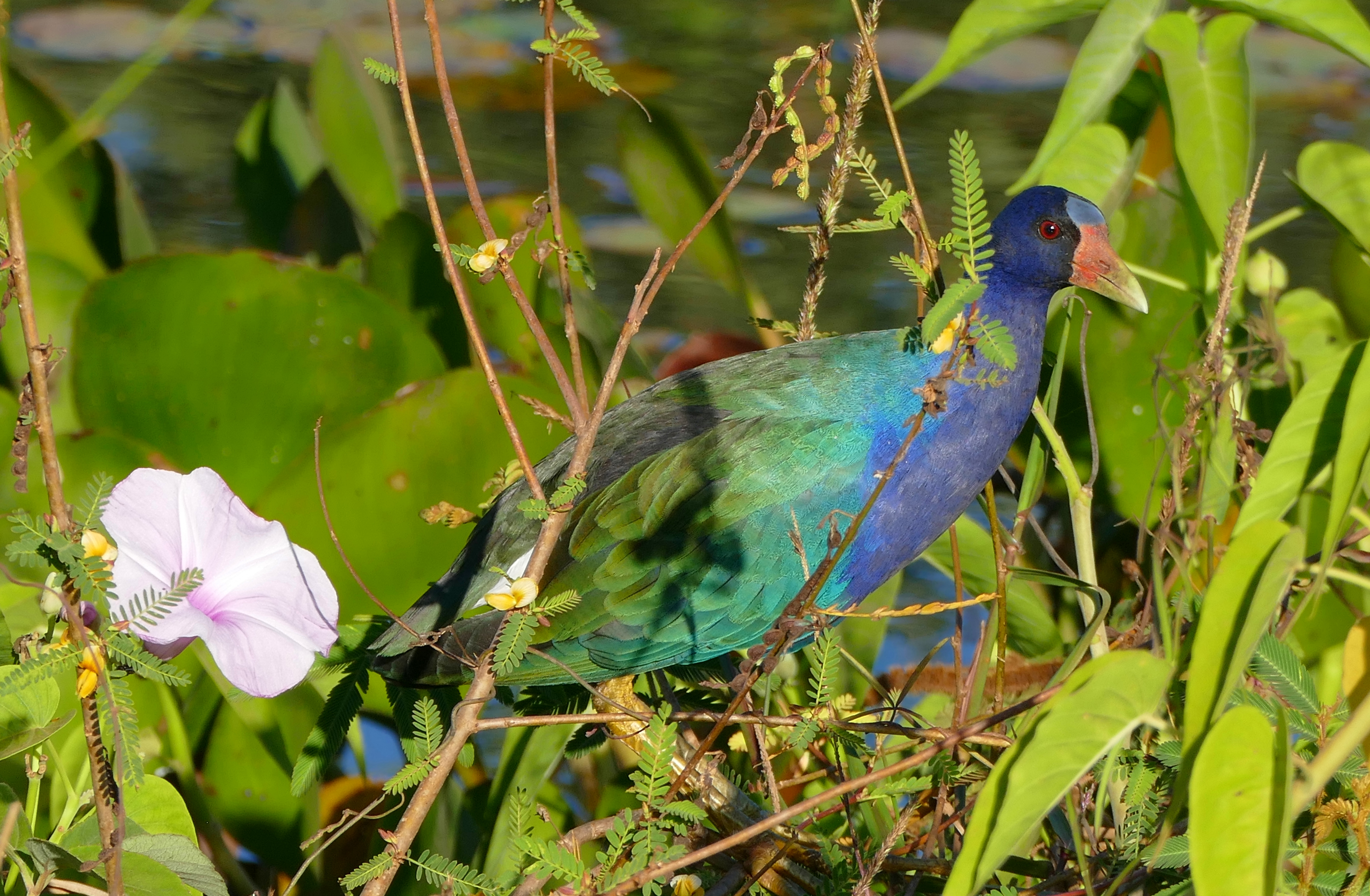
Talève violacée (Mato Grosso, Brésil)